# FS E.491
Die Baureihe E.491 waren für die sardischen Strecken der FS gebaute elektrische Lokomotiven. Bis Ende 2016 wurden alle Lokomotiven bis auf eine erhaltene verschrottet, ohne jemals kommerziell genutzt worden zu sein.

## Geschichte
Ende der 1970er Jahre nahm in Italien das Projekt der Elektrifizierung von Bahnstrecken mit 25 kV 50 Hz Wechselstrom Gestalt an. Für ein erstes Projekt wurde die eher unbedeutende Hauptstrecke auf Sardinien gewählt und die zwei neuen Lokomotivbaureihen entworfen: die E.491 für den Güterverkehr und die E.492 für den Personenverkehr. Das Projekt dürfte weniger aus den Bedürfnissen eines elektrischen Betriebs auf Sizilien entstanden sein, sondern eher mit dem Hintergrund, der einheimischen Industrie eine Versuchsplattform für Exportprojekte zu geben.
Der Auftrag über den Bau von 19 Lokomotiven E.491 und 6 Lokomotiven E.492 wurde im Mai 1983 vergeben, die erste Lokomotive wurde 1986 geliefert. Auftragnehmer war das Konsortium TEAM. Die Abkürzung stand für Consorzio italiano trazione Elettrica Alternata Monofase ‚Italienisches Konsortium für elektrische Zugförderung mit Einphasenwechselstrom‘, das zur Hauptsache aus Fiat für den mechanischen Teil und Ansaldo für den elektrischen Teil bestand.
Im Januar 1989 traf die erste E.491 in Sardinien ein. Im selben Jahr 1989 und im Frühjahr 1990 folgten alle anderen Maschinen, aber es war klar, dass die Elektrifikation auf der Insel nicht fertiggestellt würde. Die Loks wurden deshalb wieder zurück auf Festland gebracht und zunächst bei Ansaldo in Neapel abgestellt, dann gelangten Loks zur Abstellung nach Rimini und später nach Livorno, andere nach Foligno. Die Lokomotiven wurden regelmäßig gewartet, um sie betriebsfähig zu erhalten.
Ausländische Bahnen interessierten sich für die Lokomotiven. So weilten zwischen 1990 und 1995 Lokomotiven in Frankreich, die Probefahrten verliefen jedoch eher erfolglos. 1998 interessierten sich die Türkische Bahn, 2000 die Bulgarische Bahn für die Loks, alle Verhandlungen blieben aber ohne Erfolg.
2011 wurden neun Lokomotiven der Baureihen E.491 und E.492 verschrottet, ohne jemals kommerziell eingesetzt worden zu sein, die weiteren Lokomotiven folgten bis Dezember 2016. Einzig die E.491.011 wurde der Fondazione FS Italiane übergeben und optisch wieder aufgearbeitet.

## Technik
Technisch sind die E.491 beinahe identisch zu den E.492 – sie unterscheiden sich durch die Getriebeübersetzung, welche den E.491 eine Höchstgeschwindigkeit von 140 km/h und den Reisezuglokomotiven eine solche von 160 km/h gibt. Die beiden Fahrmotoren in den Drehgestellen sind dauernd in Serie geschaltet und werden über zwei Chopper mit Energie versorgt.
Die beiden Baureihen gehörten zur Gruppe der Einheitslokomotiven, die Ende der 1980er Jahre entwickelt wurden, denen aber leider kein großer Erfolg beschieden war. Dazu gehörten die E.453 und E.454 – Lokomotiven mit einem Führerstand, von denen nur Prototypen gebaut wurden, die bereits als Projekt aufgegebenen Baureihen E.665 und E.666 sowie die E.844.